# Villa Garzón Airport
Villa Garzón Airport är en flygplats i Colombia.   Den ligger i departementet Putumayo, i den sydvästra delen av landet, 500 km sydväst om huvudstaden Bogotá. Villa Garzón Airport ligger 380 meter över havet.
Terrängen runt Villa Garzón Airport är platt söderut, men norrut är den kuperad. Runt Villa Garzón Airport är det ganska glesbefolkat, med 36 invånare per kvadratkilometer. Närmaste större samhälle är Mocoa, 19,1 km norr om Villa Garzón Airport. I omgivningarna runt Villa Garzón Airport växer i huvudsak städsegrön lövskog.